# Elanus
Elanus Savigny, 1809 è un genere della sottofamiglia degli Elanini.

## Specie
Il genere comprende quattro specie:
- Elanus caeruleus (Desfontaines, 1789) - nibbio bianco;
- Elanus axillaris (Latham, 1801) - nibbio bianco australiano;
- Elanus leucurus (Vieillot, 1818) - nibbio codabianca;
- Elanus scriptus Gould, 1842 - nibbio aliscritte.

Elanus caeruleus è diffuso nei territori aperti dell'Africa, dell'India e dell'Indocina, nonché in talune zone dell'Indonesia; E. axillaris ed E. scriptus vivono entrambi nelle regioni interne dell'Australia, ed E. leucurus vive in alcune regioni del Nord e del Sudamerica.
Si tratta di rapaci diurni dal piumaggio bianco e grigio propri dei territori aperti, caratterizzati da disegni neri sulla schiena e da una breve coda squadrata. L'alimentazione del nibbio bianco è costituita per l'80% da ratti di varie specie, e quindi da lucertole, piccoli rettili, ranocchi, insetti, granchi ed eccezionalmente uccelli. Il nibbio bianco è attivo soprattutto durante le prime ore del mattino e al calare dell'oscurità: prima di aggredire la preda, l'uccello ne studia i movimenti restando immobile nell'aria, reggendosi con lenti battiti d'ali, o nascondendosi tra il fogliame di alberi isolati, dai quali si cala all'improvviso con grande sicurezza, catturando la vittima prescelta. Le altre specie del genere Elanus sono anch'esse caratterizzate da dita corte con artigli deboli, e si nutrono in genere di piccoli animali.
Gli Elanus costruiscono sempre i loro nidi sugli alberi, ad altezze diverse nelle varie regioni, e ne rivestono l'interno con erba e foglie verdi. Utilizzano spesso come base per i loro rifugi i nidi costruiti e successivamente abbandonati da altri uccelli. Maschio e femmina collaborano insieme alla costruzione del nido, e si dividono poi anche il compito della cova e dell'allevamento dei piccoli. Durante il periodo della riproduzione, anche negli Elanus le varie attività vengono ripartite, secondo una regola comune a tutti gli Accipitridi: la femmina si occupa in prevalenza della cova e in seguito della nutrizione dei figli, mentre al maschio spetta l'incarico di procacciare il cibo, di portarlo fino al nido, e di offrirlo alla compagna con un cerimoniale caratteristico. La covata può essere formata da un numero di uova variabile da due a sei (di norma, tre o quattro), che vengono incubate per circa 30 giorni; i genitori si prendono cura dei piccoli, finché questi non hanno raggiunto l'età di sette-dieci settimane.